# Dick Bouwense

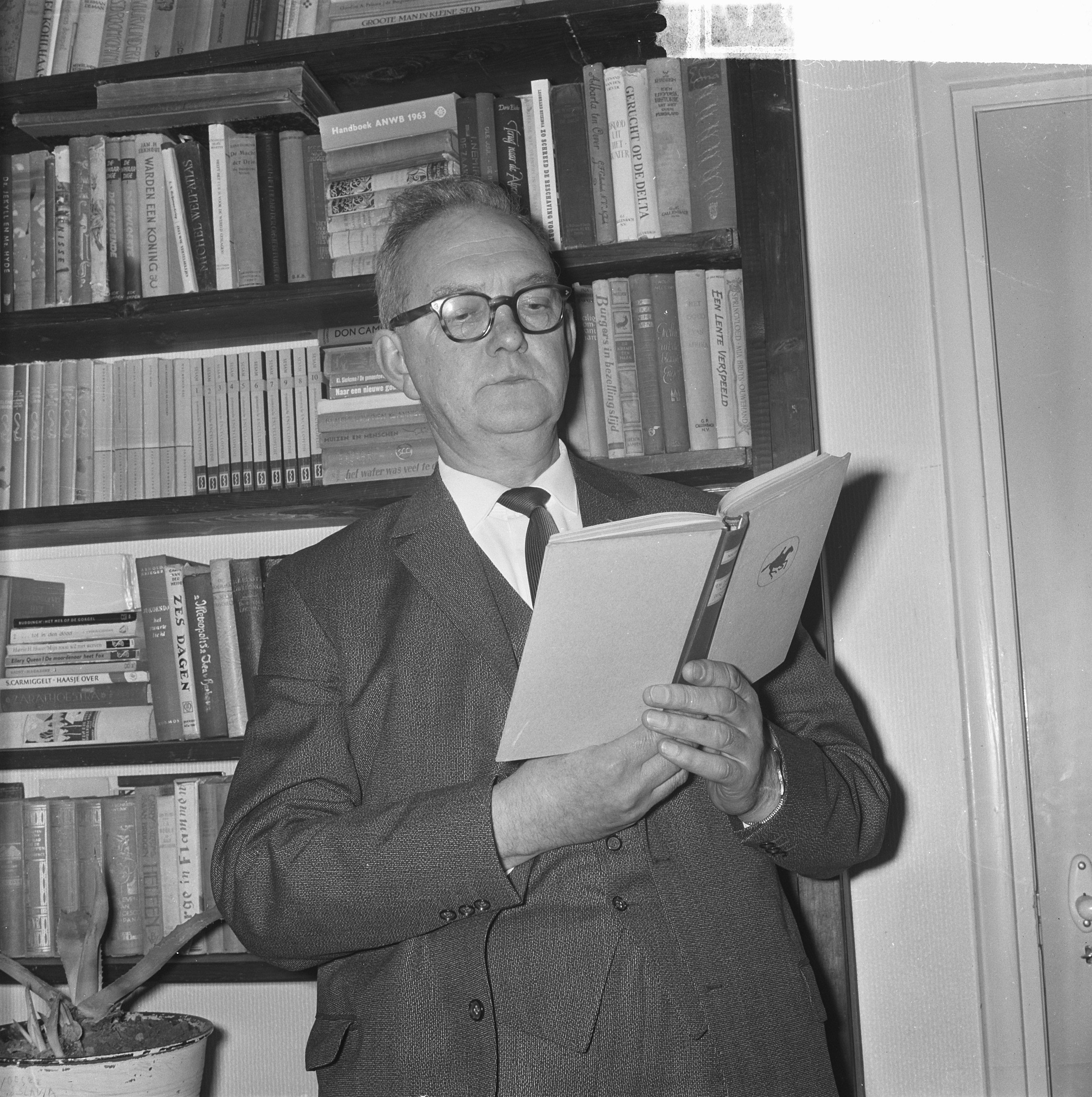
Burgemeester D.C. Bouwense (1964)

Dingines Cornelis (Dick) Bouwense (Middelburg, 24 september 1908 - Koudekerke, 7 juni 1997) was burgemeester van Sint-Maartensdijk en Scherpenisse van 16 december 1948 tot 1 juli 1971. Hij woonde in Sint-Maartensdijk.
Dick Bouwense was officier van de Marinestoomvaartdienst en diende aan boord van de Hr.Ms. Jan van Galen.
Tijdens de laatste maanden van de Tweede Wereldoorlog was hij verbindingsofficier van de Ordedienst in West-Zeeuws-Vlaanderen. Hij onderhield radiocontact met Walcheren, en toen dat verstoord was, stak hij om zijn inlichtingen aan de OD in Walcheren door te geven, met een Duits schip over hoewel burgers niet meer mochten varen. Voor zijn getoonde moed ontving hij op 24 juni 1954 het Kruis van Verdienste. Deze werd in het Paleis op de Dam uitgereikt.
In 1945 was hij in dienst van het Militair Gezag. 
Van 1945-1948 was hij directeur van de Stichting Herstel Zeeland.

## Burgemeester
De rest van zijn carrière was hij burgemeester. In juli 1971 gingen enkele gemeenten waaronder Sint-Maartensdijk en Scherpenisse op in de gemeente Tholen waarmee aan zijn burgemeesterschap een einde kwam.
Op 12 februari 1953 kwam koningin Juliana naar St Annaland om de gevolgen van de watersnood bekijken. Bij die gelegenheid werd Bouwense aan de majesteit voorgesteld.
In 1956 was hij lid van het organisatiecomité van 1ste Nederlandse Internationale zeehengelwedstrijd, die op tweede pinksterdag gehouden werd.

## Onderscheidingen
- Ridder in de Orde van Oranje-Nassau (ON.5)
- Kruis van Verdienste (KV), K.B. nr 13 van 11 september 1952
- Oorlogsherinneringskruis (OHK.2)
- Verzetsherdenkingskruis (VHK)
- Nederland Rode Kruis (20 jaar trouwe dienst, NRKT.xx)
- MVR.1

- International Standard Name Identifier: 0000 0004 2315 3501
- Nederlandse Thesaurus van Auteursnamen: 357287215
- Virtual International Authority File: 305811811
- WorldCat: E39PBJp63crb33QMThMJ6jkhpP